# 도카마치시
도카마치시(일본어: 十日町市)는 일본 니가타현 남부에 있는 시이다. 일본을 대표하는 기모노 산지이자 고급 쌀 산지이다. 2004년의 니가타현 주에쓰 지진으로 큰 피해를 입었다.
2005년 4월 1일에는 나카우오누마군(中魚沼郡)의 가와니시정(川西町), 나카사토촌(中里村), 히가시쿠비키군(東頸城郡) 마쓰다이정(松代町), 마쓰노야마정(松之山町)과 통합하여 새로운 도카마치시가 발족했다.

## 인접한 자치체
- 니가타현
  - 나가오카시
  - 조에쓰시
  - 가시와자키시
  - 오지야시
  - 우오누마시
  - 미나미우오누마시
  - 기타우오누마군 가와구치정
  - 나카우오누마군 쓰난정
  - 미나미우오누마군 유자와정

- 나가노현
  - 시모미노치군 사카에촌

## 역사
- 1954년 3월 31일 - 나카우오누마군 도카정, 나카조촌, 가와치촌 및 6개 촌이 합병해 시로 승격하였다. 시명은 구 도카정(十日町)에 "시"를 더했다.
- 1954년 12월 1일 - 나카우오누마군 요시다촌을 편입하였다.
- 1955년 2월 1일 - 나카우오누마군 시모조촌을 편입하였다.
- 1962년 4월 1일 - 나카우오누마군 미즈사와촌을 편입하였다.
- 2004년 10월 23일 - 니가타현 주에쓰 지진이 발생해 시내 각처에서 심각한 피해가 발생했다.
- 2005년 4월 1일 - 나카우오누마군 가와니시정·나카사토촌, 히가시쿠비키군 마쓰다이정·마쓰노야마정 등 4개 정촌이 합병해 새로운 도카마치시가 되었다.

## 교통

### 철도
- 동일본 여객철도 이야마선
- 호쿠에쓰 급행 호쿠호쿠선

### 도로
- 국도 제117호선
- 국도 제252호선
- 국도 제253호선
- 국도 제353호선
- 국도 제403호선
- 국도 제405호선

## 인구
| 연도 | 인구   | ±%     |
| ---- | ------ | ------ |
| 1970 | 85,365 | —      |
| 1980 | 78,791 | −7.7%  |
| 1990 | 70,938 | −10.0% |
| 2000 | 65,033 | −8.3%  |
| 2010 | 58,911 | −9.4%  |
| 2020 | 49,820 | −15.4% |

## 기후
일본에서 제일 눈이 많은 곳으로 알려져 있으며 4m 이상 쌓이는 곳도 있다.
| 도카마치시의 기후                                            | 도카마치시의 기후 | 도카마치시의 기후 | 도카마치시의 기후 | 도카마치시의 기후 | 도카마치시의 기후 | 도카마치시의 기후 | 도카마치시의 기후 | 도카마치시의 기후 | 도카마치시의 기후 | 도카마치시의 기후 | 도카마치시의 기후 | 도카마치시의 기후 | 도카마치시의 기후 |
| 월                                                           | 1월               | 2월               | 3월               | 4월               | 5월               | 6월               | 7월               | 8월               | 9월               | 10월              | 11월              | 12월              | 연간              |
| ------------------------------------------------------------ | ----------------- | ----------------- | ----------------- | ----------------- | ----------------- | ----------------- | ----------------- | ----------------- | ----------------- | ----------------- | ----------------- | ----------------- | ----------------- |
| 역대 최고 기온 °C (°F)                                       | 14.1 (57.4)       | 16.8 (62.2)       | 22.6 (72.7)       | 30.4 (86.7)       | 32.2 (90.0)       | 37.1 (98.8)       | 36.1 (97.0)       | 37.0 (98.6)       | 35.3 (95.5)       | 32.4 (90.3)       | 24.6 (76.3)       | 20.5 (68.9)       | 37.1 (98.8)       |
| 일평균 최고 기온 °C (°F)                                     | 3.0 (37.4)        | 3.9 (39.0)        | 7.7 (45.9)        | 15.3 (59.5)       | 22.1 (71.8)       | 25.3 (77.5)       | 28.6 (83.5)       | 30.2 (86.4)       | 25.8 (78.4)       | 19.7 (67.5)       | 13.1 (55.6)       | 6.2 (43.2)        | 16.8 (62.2)       |
| 일일 평균 기온 °C (°F)                                       | −0.1 (31.8)       | 0.1 (32.2)        | 2.8 (37.0)        | 8.9 (48.0)        | 15.9 (60.6)       | 20.1 (68.2)       | 23.8 (74.8)       | 24.9 (76.8)       | 20.7 (69.3)       | 14.4 (57.9)       | 8.1 (46.6)        | 2.5 (36.5)        | 11.8 (53.2)       |
| 일평균 최저 기온 °C (°F)                                     | −2.9 (26.8)       | −3.3 (26.1)       | −1.3 (29.7)       | 3.5 (38.3)        | 10.3 (50.5)       | 15.8 (60.4)       | 20.1 (68.2)       | 20.9 (69.6)       | 16.7 (62.1)       | 10.3 (50.5)       | 4.0 (39.2)        | −0.4 (31.3)       | 7.8 (46.0)        |
| 역대 최저 기온 °C (°F)                                       | −12.1 (10.2)      | −12.8 (9.0)       | −9.2 (15.4)       | −5.0 (23.0)       | 1.3 (34.3)        | 6.3 (43.3)        | 13.0 (55.4)       | 12.6 (54.7)       | 6.2 (43.2)        | 0.4 (32.7)        | −4.7 (23.5)       | −10.6 (12.9)      | −12.8 (9.0)       |
| 평균 강수량 mm (인치)                                        | 392.4 (15.45)     | 262.2 (10.32)     | 177.7 (7.00)      | 111.2 (4.38)      | 100.5 (3.96)      | 135.6 (5.34)      | 220.9 (8.70)      | 183.3 (7.22)      | 168.7 (6.64)      | 167.4 (6.59)      | 233.7 (9.20)      | 397.8 (15.66)     | 2,537 (99.88)     |
| 평균 강설량 cm (인치)                                        | 354 (139)         | 263 (104)         | 139 (55)          | 25 (9.8)          | 0 (0)             | 0 (0)             | 0 (0)             | 0 (0)             | 0 (0)             | 0 (0)             | 7 (2.8)           | 193 (76)          | 967 (381)         |
| 평균 강수일수 (≥ 1.0 mm)                                     | 25.0              | 21.1              | 19.6              | 13.8              | 11.6              | 12.4              | 15.1              | 12.3              | 13.7              | 14.9              | 18.3              | 22.9              | 200.8             |
| 평균 월간 일조시간                                           | 45.7              | 66.6              | 109.9             | 169.1             | 205.8             | 158.1             | 148.6             | 191.9             | 137.8             | 130.1             | 100.9             | 62.9              | 1,527.5           |
| 출처: 일본 기상청 (평년값: 1991년~2020년, 극값: 1978년~현재) |                   |                   |                   |                   |                   |                   |                   |                   |                   |                   |                   |                   |                   |

## 자매결연 도시
- 이탈리아 코모
- 일본 가고시마현 이부스키시
- 일본 가나가와현 요코하마시
- 일본 사이타마현 와코시
- 일본 홋카이도 삿포로시

## 출신 인물
- 이케다 노부코 - NHK 아나운서